# Cristian Malmagro
Cristian Malmagro Viaña (Granollers, 11 de março de 1983) é um handebolista profissional espanhol, medalhista olimpico.